# بهادر يني شهرلي أوغلي
بَهَادِر ناهد يَنِي شَهِرلِي أوغلي (بالتركية: Bahadır Nahit Yenişehirlioğlu) (وُلِدَ عام 1962م في مدينة آق حصار في تركيا) هو كاتبٌ وروائي وممثل تلفزيوني وسينمائي ومحامي تركي.

## حياته الشخصية ودراسته
ولد بهادر أوغلي في مدينة آق حصار في ولاية مانيسا في تركيا. تخرّج من ثانوية آق حصار عام 1979م، ودرس في قسم الحقوق في جامعة 9 أيلول وتخرّج منها عام 1985م، وفي وقت لاحق بدأ العمل محاميًا حرًّا في بحوثٍ متعلّقة عن المجتمعات في مجال حقوق الإنسان في عدّة دول، منها سوريا والسعودية والأردن ومصر وإيران والمغرب وكرواتيا والبوسنة والهرسك وفرنسا وألمانيا ومقدونيا والجبل الأسود والإمارات والبحرين.
هو متزوج ولديه طفلين وجدّه كان أول والٍ على مدينةِ إزمير، وله عدّة مؤلفات وروايات باللغة التركية.

## المسلسلات التي شارك فيها
- عاصمة عبد الحميد بدور تحسين باشا عام 2017 [16][17][17][18][19][20]
- بربروسا: سيف البحر الأبيض المتوسط بدور درويش عام 2021- 2022
- خير الدين بربروس: مرسوم السلطان بدور درويش عام 2022 -2023[21]